# Ducati Apollo

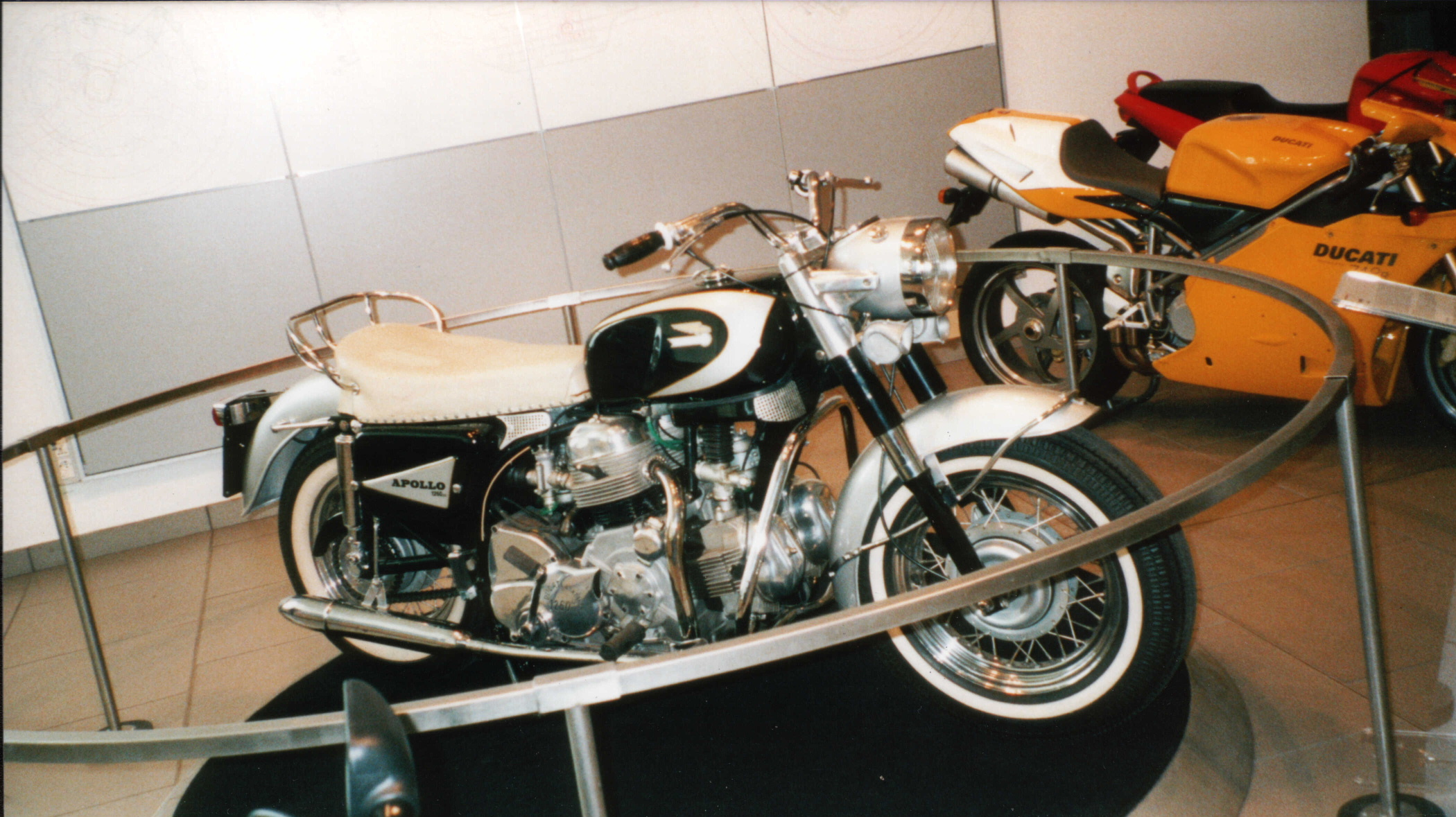
Ducati Apollo

Die Ducati Apollo ist ein Motorrad-Prototyp des italienischen Herstellers Ducati, der in zwei Exemplaren gebaut wurde und nicht zu einer Serienfertigung führte.

## Geschichte
Anfang der 1960er Jahre forderte der US-amerikanische Importeur Berliner Brothers Motor Corporation ein Motorrad für die amerikanischen Behörden, um die Vormachtstellung von Harley-Davidson zu brechen und ein Stück dieses lukrativen Geschäftes für sich zu verbuchen. Ducatis Konstrukteure um Fabio Taglioni entwickelten ein Motorrad, das damals weit voraus sein sollte. Heraus kam 1963 die vierzylindrige Apollo, die trotz eines Hubraums von 1260 cm³ einen auffallend kompakten Motor hatte. In Verbindung mit einem Trockengewicht von 272 kg war die Motorleistung jedoch zu viel für die damals gebräuchlichen Reifen, die sich während der Testfahrten auflösten. Keiner der damaligen Reifenhersteller konnte dieses Problem lösen. Auch eine Drosselung des Motors auf 48 kW/65 PS brachte nicht den gewünschten Erfolg. So wurde das Projekt Apollo schließlich eingestellt. Heute existiert nur noch ein Exemplar, das in privatem Besitz des japanischen Sammlers Hiroaki Iwashita ist, der es seit 1996 dem Ducati-Werksmuseum Museo Ducati in Bologna als Dauerleihgabe zur Verfügung gestellt hat.
Die Anstrengungen um dieses Motorrad und vor allem um den Motor waren allerdings nicht umsonst: Nachdem Taglioni die Ducati-Oberen, die nach dieser Misere Mehrzylindern gegenüber mehr als misstrauisch waren, überzeugen konnte, dass ein sportlicher Zweizylinder genau das Richtige für die damalige Modellpalette sei, wurden Konstruktionsmerkmale des Vierzylinders auf eine neue Motorengeneration übertragen. Der Motor der Apollo kann hinsichtlich Layout als Grundstein der bis heute gebauten Ducati-Zweizylinder gesehen werden: V-Winkel von 90° mit einem im Fahrtwind stehenden und einem liegenden Zylinder.

## Fahrbericht
„Seine heute noch beeindruckende Leistung erzeugt der V4 mit einer Art von Leichtigkeit, die man den 1960er-Jahren kaum zuordnen würde. Im Vergleich mit britischen Twins vor der Norton-Isolastic-Ära und mit jeder Harley dieser Epoche wirkt die Apollo in puncto Schwingungsverhalten wie eine Nähmaschine neben einem Betonmischer. Höchstens eine Boxer-BMW aus dieser Zeit bietet über den gesamten Drehzahlbereich vergleichbare Laufkultur und ähnlichen Fahrkomfort. Aus Respekt vor seiner Einzigartigkeit drehte ich den V4 nicht ans Limit, doch im oberen Bereich hinterlässt er das gleiche beruhigende, unaufgeregte Gefühl, das ein Jahrzehnt später jedem Ducati-V2 zu eigen war. Als es noch keine Vierzylinder auf dem Markt gab, nicht einmal MV Agustas 600er von 1966, hätte die Apollo den Standard in Sachen Leistung und Fahrkomfort gesetzt und noch eine Dekade später den Japanern als Messlatte gegolten. Der Motor war seiner Zeit um einiges voraus. [...]
Die Apollo ist eine der großen verpassten Gelegenheiten der Motorradgeschichte – schade, jammerschade!“

## Technische Daten
- Baujahr: 1963
- Zylinder: V4 (Ducati-Bezeichnung: L4), 4-Takt
- Hubraum: 1260 cm³
- Bohrung × Hub: 84,5 mm × 56 mm
- Verdichtung: 10 : 1
- OHV, 2 Ventile/Zyl.
- 4 × Rundschiebervergaser, Dell’Orto SSI, Ø 32 mm
- Leistung: 74 kW/100 PS bei 7000/min.
- Leergewicht: 272 kg
- Fahrwerk: Rückgratrahmen aus Stahlrohr, Motor mittragend
- Radaufhängung: vorn Ceriani-Teleskopgabel, Ø 38 mm, hinten Ceriani-Zweiarmschwinge mit zwei Federbeinen
- Räder: Drahtspeichenräder, Reifen vorn und hinten 5.00 × 16
- Bremsen: vorn und hinten Simplex-Trommel, Ø 220 mm